# Проект «Розетта»
Проект «Розетта» (англ. Rosetta Project) — международное объединение лингвистов и носителей языка, работающих над созданием публичной цифровой библиотеки, содержащей информацию о языках, используемых человечеством. По завершении работы накопленный материал предполагается записать на никелевый диск (так называемый «Розеттский диск») путём гравировки, что, по оценке разработчиков, позволит хранить архив от 2 до 10 тысяч лет.
Проект осуществляется под руководством частной организации Long Now Foundation.
На текущий момент уже удалось собрать около 100 тысяч страниц текста на более чем 2500 языках.
Проект назван в честь знаменитого Розеттского камня, на котором был выбит идентичный текст на египетском и древнегреческом языках. (Этот параллелизм позволил Ж.-Ф. Шампольону в 1822 году разработать успешный метод расшифровки египетских иероглифов.)

## Концепция
По прогнозам специалистов, под влиянием глобализации и широкого распространения доминирующих языков, в течение века может исчезнуть до 90 % языков малых групп, многие из которых слабо документированы или не документированы вовсе. Даже сейчас на 95 % существующих языков говорит лишь 6 % от общего числа мирового населения.
В качестве меры по сохранению наследия языкового разнообразия организацией Long Now Foundation был создан проект «Розетта», основными целями которого являются:
- Создание беспрецедентной платформы для исследований и образования в области сравнительного языкознания
- Разработка и широкое распространение функционального лингвистического инструмента, который может помочь в восстановлении утраченных языков в будущем
- Создание «Розеттского диска» — надёжного хранилища языкового архива и уникального артефакта, способного вызывать восхищение многообразием человеческого опыта и знаковых систем.

## Розеттский диск
Розеттский диск выполнен из никелевого сплава, диаметр диска составляет около 7 см. На поверхности диска в центре вытравлено изображение Земли, а по краям послание на восьми основных языках. Вначале доступный для чтения невооружённым глазом, текст по спирали уменьшается до микронных размеров. На диске предполагается разместить 15000 страниц текста, поперечный размер которых составит около 0,5 мм. Поскольку страницы будут выгравированы на диске как обычные изображения, для чтения понадобится лишь пятисоткратное оптическое увеличение (см. оптический микроскоп).

## Публикации в прессе
- Бартошевич-Жагель, Ярослав. Новый Розетский камень. Домашний компьютер (6 ноября 2002). Дата обращения: 3 июля 2012. Архивировано из оригинала 27 сентября 2007 года.
- Овчарено, Юрий. Хранит вечно // Труд. — 6 июля 2000. — № 123.